# Estació de Cornellà-Riera
Cornellà-Riera és una estació de la línia 8 i de la xarxa de Ferrocarrils de la Generalitat de Catalunya (FGC) que pertany a les línies S3, S4, S8 i S9 de la Línia Llobregat-Anoia, situada sota el Passeig del Ferrocarrils Catalans entre els barris Riera i Centre de Cornellà de Llobregat a la comarca del Baix Llobregat. És l'estació més propera al nou estadi del RCD Espanyol: RCDE Stadium.
L'actual estació es va inaugurar el 1985, amb l'obertura del soterrament entre les estacions de Sant Josep i aquesta estació. Encara que abans del soterrament existia una estació en superfície on està l'actual, que encara conserva l'edifici.
A més d'aquesta, Cornellà té una altra estació de la Línia Llobregat-Anoia de FGC, l'intercanviador multimodal de l'Estació de Cornellà Centre on coincideixen metro, rodalies, tram i autobusos, i dos estacions més de la L5 del Metro de Barcelona: Gavarra i Sant Ildefons.

## Serveis ferroviaris
| Línia Llobregat-Anoia de FGC |        |                     |          |                                |
| Procedència/Destinació       | <      | Línia               | >        | Procedència/Destinació         |
| Barcelona - Pl. Espanya      | Almeda |                     | Sant Boi | Molí Nou \| Ciutat Cooperativa |
| Barcelona - Pl. Espanya      | Almeda | Can Ros             | Sant Boi |                                |
| Barcelona - Pl. Espanya      | Almeda | Olesa de Montserrat | Sant Boi |                                |
| Barcelona - Pl. Espanya      | Almeda | Martorell-Enllaç    | Sant Boi |                                |
| Barcelona - Pl. Espanya      | Almeda | Quatre Camins       | Sant Boi |                                |
| Barcelona - Pl. Espanya      | Almeda | Manresa-Baixador    | Sant Boi |                                |
| Barcelona - Pl. Espanya      | Almeda | Igualada            | Sant Boi |                                |
| Barcelona - Pl. Espanya      | Almeda | Manresa-Baixador    | Sant Boi |                                |
| Barcelona - Pl. Espanya      | Almeda | Igualada            | Sant Boi |                                |

## Accessos
- Passeig del Ferrocarrils Catalans

## Galeria d'imatges

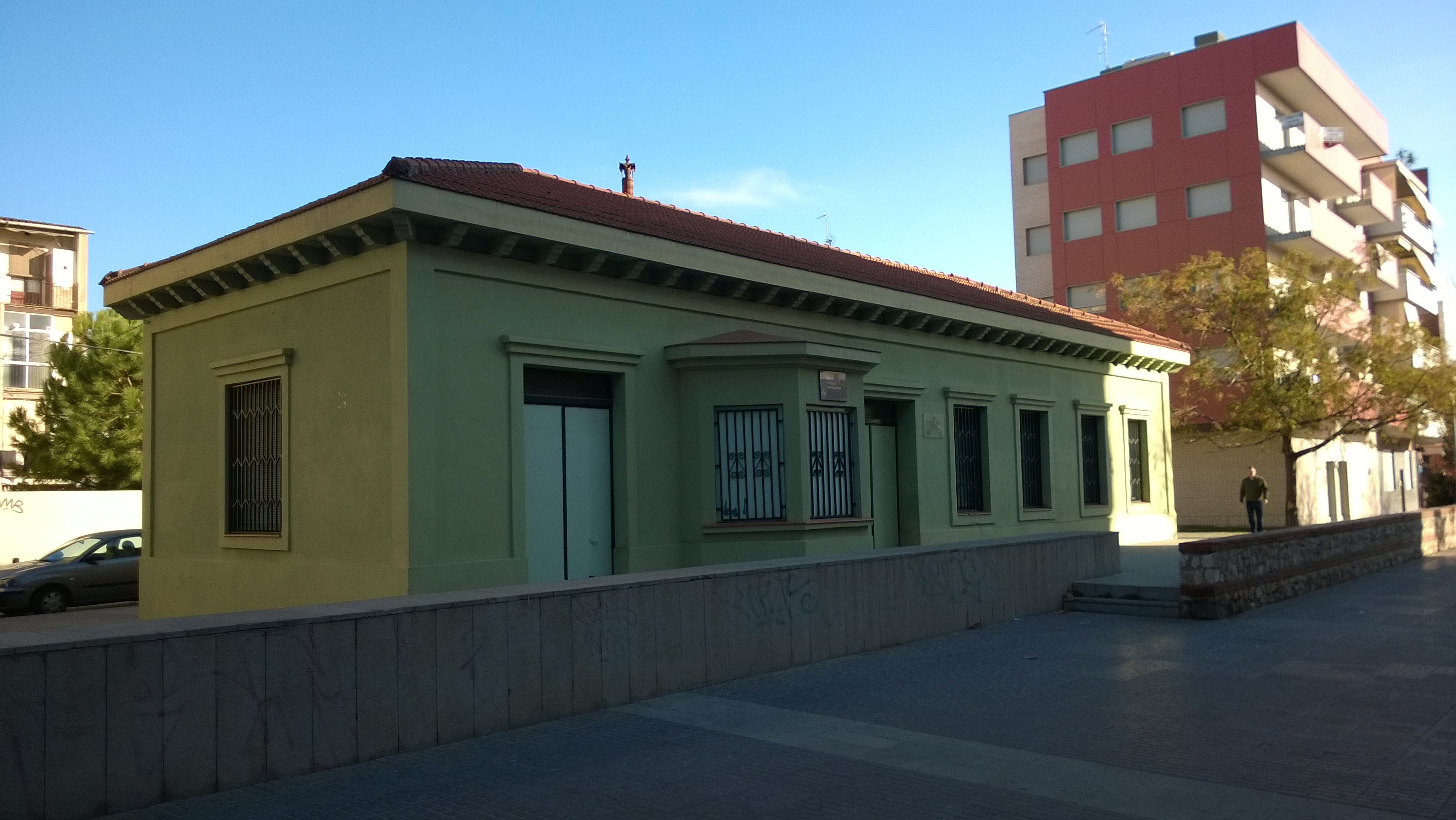
L'edifici de l'estació, de l'antic traçat en superficie
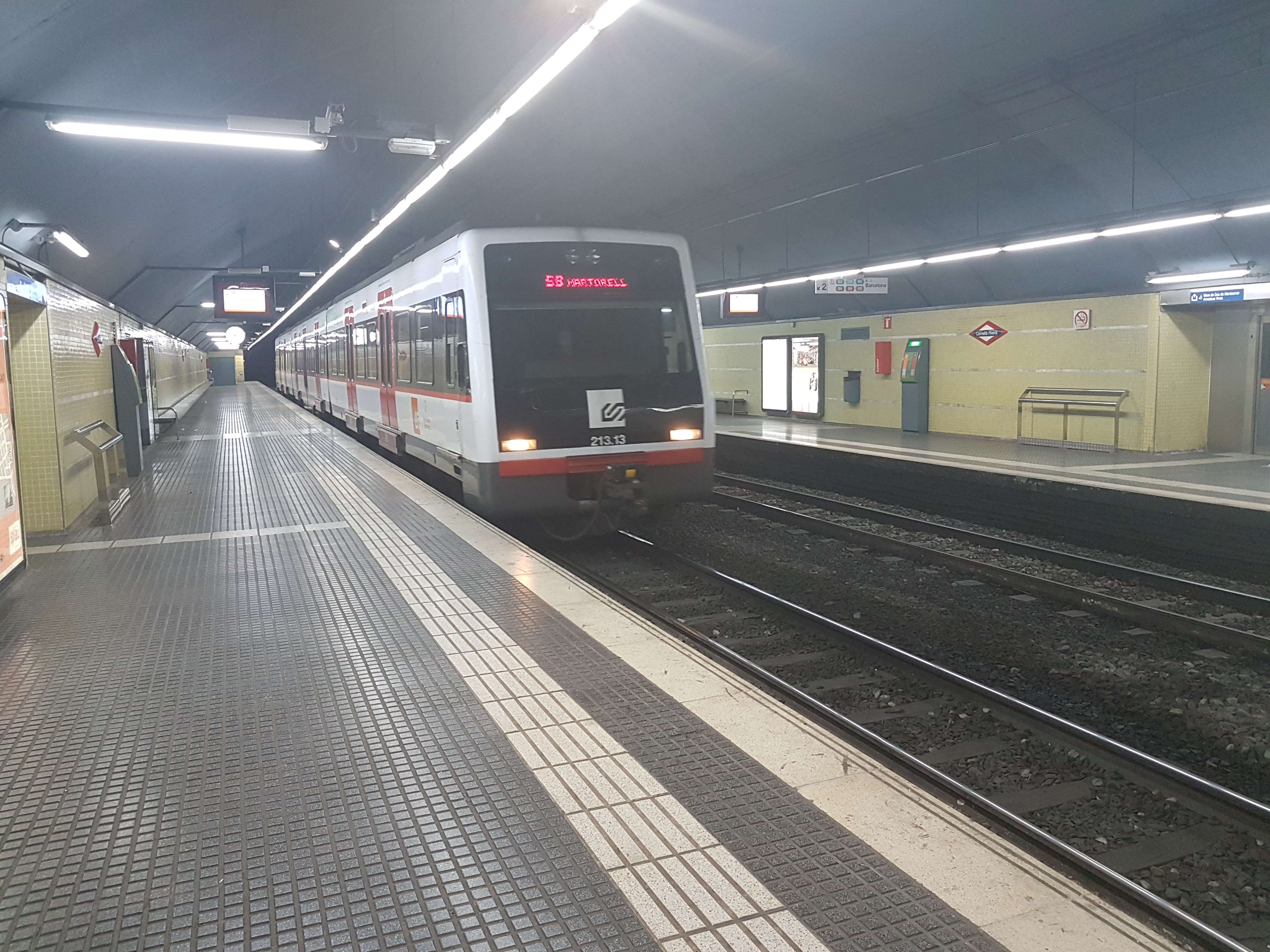
S8 destinació Martorell entra a l'estació